# Xynenon
Xynenon is een kevergeslacht uit de familie van de boktorren (Cerambycidae). De wetenschappelijke naam van het geslacht werd voor het eerst geldig gepubliceerd in 1865 door Pascoe.

## Soorten
Xynenon is monotypisch en omvat slechts de volgende soort:
- Xynenon bondii (Pascoe, 1859)